# Drogenbos
Drogenbos (hist. Drogenbosch, Droogenbosch) – miejscowość i gmina (gemeente) w Belgii, w Regionie Flamandzkim, w prowincji Brabancja Flamandzka, w okręgu Halle-Vilvoorde. 1 stycznia 2024 roku liczyła 5944 mieszkańców.
Miejscowość powstała w XI wieku. Samodzielną gminą jest od 1798 roku. Ze względu na bliskość Brukseli pod koniec XIX i na początku XX wieku następuje silna industrializacja co pociąga za sobą wzrost liczby ludności.  

## Podział administracyjny
W skład gminy nie wchodzi żadna dzielnica (deelgemeente).

## Zabytki
- FeliXart Museum – muzeum obrazów Felixa De Boeck
- kościół gotycki pw. św. Mikołaja (Sint-Niklaas) z 1350 roku
- zamek de Rey z XVII wieku, obecnie ratusz